# Атлантическая миксина
Атлантическая миксина, или европейская миксина (лат. Myxine glutinosa) — вид бесчелюстных из семейства миксиновых.
Атлантическая миксина обитает в восточной Атлантике от западной части Средиземного моря и Португалии до Северного моря, Скагеррака, Каттегата и Варангер-фьорда. В западной Атлантике — от острова Баффинова Земля на юг до Северной Каролины.
Длина тела достигает 76 см. Недоразвитые глаза скрыты под кожей. Спинного плавника нет. Вокруг рта расположено 6 усиков. На боковых сторонах тела одна жаберная щель. На поверхности тела в общей сложности от 88 до 102 пор, из которых сочится слизь.
Атлантическая миксина — хищник, она выедает внутренности и мышцы у ослабевших рыб, вгрызаясь в жертву с помощью мощного языка с роговыми зубцами.